# Dicranomyia rogersiana
Dicranomyia rogersiana là một loài ruồi trong họ Limoniidae. Chúng phân bố ở miền Tân bắc.